# 有线电视新闻网土耳其语频道
有线电视新闻网土耳其语频道（土耳其語：CNN Türk）是美国特纳广播公司（CNN的母公司）与土耳其Doğan Media Group合资成立的一家电视台，也是土耳其最大的私营电视台。

## 概要
CNN土耳其于1999年10月11日开播，总部位于土耳其最大城市伊斯坦布尔。其节目以新闻为主，但也会播出纪录片、体育赛事等其他节目。2016年土耳其政变期间，CNN土耳其一度被政变军人占领并中断播出，不久后恢复。